# Doi Miszaki
Doi Miszaki (土居美咲; Hepburn: Doi Misaki) (Jokohama, 1991. április 29. –) japán hivatásos teniszezőnő, olimpikon. 2006 óta versenyez a profik között.
Karrierje során eddig egyéniben egy WTA-, két WTA 125K- és hét ITF-tornagyőzelmet aratott, míg párosban két WTA-, négy WTA 125K- és öt ITF-tornán végzett az első helyen. Legjobb eredménye Grand Slam-tornákon egyéniben a negyedik kör, ahova egy alkalommal sikerült bekerülnie, 2016-ban a wimbledoni teniszbajnokságon, míg párosban a 2020-as Australian Openen és a 2022-es Roland Garroson a 3. körig jutott. A világranglistán az eddigi legjobb helyezése egyéniben a 30. volt, amelyet 2016. október 10-én ért el, párosban a 77. hely, amelyen 2021. május 24-én állt.
A japán Fed-kupa-csapatban 2011-ben debütált. Japán képviseletében egyéniben és párosban vett részt a 2016-os riói olimpián.

## WTA döntői

### Egyéni

#### Győzelmei (1)
| Összesítés           |                        |
| Grand Slam-torna (0) |                        |
| Tier I (0)           | Premier Mandatory* (0) |
| Tier II (0)          | Premier Five* (0)      |
| Tier III (0)         | Premier* (0)           |
| Tier IV (0)          | International* (1)     |
| Tier V (0)           | Challenger* (0)        |

* 2009-től megváltozott a tornák rendszere. Challenger tornákat 2012-től rendeznek.
 Az egymás mellett azonos színnel jelölt tornatípusok között nincs teljes mértékű megfelelés.
|    | Dátum             | Torna                                      | Borítás    | Ellenfél a döntőben | Döntő eredménye  |
| 1. | 2015. október 25. | BGL Luxembourg Open, Luxembourg, Luxemburg | Kemény (f) | Mona Barthel        | 6–4, 6–7(7), 6–0 |

#### Elveszített döntői (2)
|    | Dátum                | Torna                               | Borítás | Ellenfél a döntőben | Döntő eredménye |
| 1. | 2016. február 14.    | Taiwan Open, Kaohsziung, Tajvan     | Kemény  | Venus Williams      | 4–6, 2–6        |
| 2. | 2019. szeptember 15. | Japan Women's Open, Hirosima, Japán | Kemény  | Hibino Nao          | 3–6, 2–6        |

### Páros

#### Győzelmei (2)
| Összesítés           |                        |
| Grand Slam-torna (0) |                        |
| Tier I (0)           | Premier Mandatory* (0) |
| Tier II (0)          | Premier Five* (0)      |
| Tier III (0)         | Premier* (0)           |
| Tier IV (0)          | International* (2)     |
| Tier V (0)           | Challenger* (0)        |

* 2009-től megváltozott a tornák rendszere.
 Az egymás mellett azonos színnel jelölt tornatípusok között nincs teljes mértékű megfelelés.
|    | Dátum                | Torna                                | Borítás | Partner          | Ellenfelek a döntőben              | Eredmény a döntőben | Eredmény a döntőben |
| 1. | 2014. július 20.     | Istanbul Cup, Isztambul, Törökország | Kemény  | Elina Szvitolina | Okszana Kalasnikova Paula Kania    | 6–4, 6–0            |                     |
| 2. | 2019. szeptember 15. | Japan Women's Open, Hirosima, Japán  | Kemény  | Hibino Nao       | Christina McHale Valerija Szavinih | 3–6, 6–4, [10–4]    |                     |

#### Elveszített döntői (1)
|    | Dátum                | Torna                            | Borítás | Partner     | Ellenfelek a döntőben         | Eredmény a döntőben |
| 1. | 2015. szeptember 19. | Japan Women's Open, Tokió, Japán | Kemény  | Nara Kurumi | Csan Jung-zsan Csan Hao-csing | 1–6, 2–6            |

## WTA 125K döntői: 9 (6–3)

### Egyéni: 4 (2–2)
| Eredmény | No. | Dátum              | Torna                                  | Borítás     | Ellenfél a döntőben | Eredmény |
| -------- | --- | ------------------ | -------------------------------------- | ----------- | ------------------- | -------- |
| Döntős   | 1.  | 2015. november 22. | OEC Taipei WTA Challenger, Tajpej      | Szőnyeg (f) | Babos Tímea         | 5–7, 3–6 |
| Győztes  | 1.  | 2016. március 19.  | San Antonio Open, San Antonio          | Kemény      | Anna-Lena Friedsam  | 6–4, 6–2 |
| Győztes  | 2.  | 2019. július 13.   | Swedish Open, Båstad                   | Salak       | Danka Kovinić       | 6–4, 6–4 |
| Döntős   | 2.  | 2020. március 8.   | Oracle Challenger Series, Indian Wells | Kemény      | Irina-Camelia Begu  | 3–6, 3–6 |

### Páros: 5 (4–1)
| Eredmény | No. | Dátum             | Torna                                                  | Borítás    | Partner             | Ellenfelek a döntőben               | Eredmény            |
| -------- | --- | ----------------- | ------------------------------------------------------ | ---------- | ------------------- | ----------------------------------- | ------------------- |
| Győztes  | 1.  | 2013. november 3. | Nanjing Ladies Open, Nanking, Kína                     | Kemény     | Hszü Ji-fan         | Csang Suaj Jaroszlava Svedova       | 6–1, 6–4            |
| Győztes  | 2.  | 2018. január 26.  | Oacle Challenger Series – Newport Beach, USA           | Kemény     | Jil Teichmann       | Jamie Loeb Rebeca Peterson          | 7–6(4), 1–6, [10–8] |
| Győztes  | 3.  | 2019. július 13.  | Swedish Open, Båstad                                   | Salak      | Natalja Vihljanceva | Alexa Guarachi Danka Kovinić        | 7–5, 6–7(4), [10–7] |
| Győztes  | 4.  | 2022. július 10.  | Nordea Open, Båstad                                    | Salak      | Rebecca Peterson    | Mihaela Buzărnescu Irina Hromacsova | játék nélkül        |
| Döntő    | 1.  | 2022. október 23. | Open Capfinances Rouen Métropole, Rouen, Franciaország | Kemény (f) | Okszana Kalasnikova | Natyela Dzalamidze Kamilla Rahimova | 2–6, 5–7            |

## ITF-döntői

### Egyéni

#### Győzelmei (7)
| $100,000 torna       |
| $75,000/80,000 torna |
| $50,000/60,000 torna |
| $25,000 torna        |
| $10,000 torna        |

|    | Dátum              | Torna              | Borítás | Ellenfél a döntőben | Döntő eredménye  |
| 1. | 2009. március 28.  | Kofu, Japán        | Kemény  | Szema Erika         | 7–5, 6–2         |
| 2. | 2009. augusztus 2. | Tokió, Japán       | Szőnyeg | Isizu Szacsie       | 6–1, 6–4         |
| 3. | 2010. november 28. | Tokió, Japán       | Szőnyeg | Namigata Dzsunri    | 7–5, 6–2         |
| 4. | 2014. április 21.  | Szöul, Dél-Korea   | Kemény  | Egucsi Misza        | 6–1, 7–6(3)      |
| 5. | 2015. január 10.   | Hongkong, Hongkong | Kemény  | Csang Kaj-lin       | 6–3, 6-3         |
| 6. | 2018. augusztus    | Vancouver, Kanada  | Kemény  | Heather Watson      | 6–7(4), 6–1, 6–4 |
| 7. | 2021. október 31   | Tyler, Texas, USA  | Kemény  | Harriet Dart        | 7–6(5), 6–2      |

#### Elveszített döntői (5)
|    | Dátum                | Torna              | Borítás    | Ellenfél a döntőben | Döntő eredménye  |
| 1. | 2009. szeptember 25. | Makinohara, Japán  | Szőnyeg    | Hszie Su-vej        | 6–2, 5–7, 6–7(4) |
| 2. | 2009. október 4.     | Tokacsi, Japán     | Szőnyeg    | Jonemura Tomoko     | 4–6, 6–7(3)      |
| 3. | 2010. március 2.     | Irapuato, Mexikó   | Kemény     | Monique Adamczak    | 6–7(5), 6–2, 2–6 |
| 4. | 2023. március 5.     | Bengaluru, India   | Kemény (f) | Misaki Matsuda      | 5–7, 6–4, 6–7(6) |
| 5. | 2023. június 18.     | Říčany, Csehország | Salak      | Elvina Kalieva      | 6–7(2), 0–6      |

### Páros

#### Győzelmei (5)
|    | Dátum              | Torna           | Borítás     | Partner          | Ellenfél a döntőben                | Döntő eredménye    |
| 1. | 2008. július 20.   | Mijazaki, Japán | Szőnyeg     | Nara Kurumi      | Date Kimiko Jonemura Tomoko        | 4–6, 6–3, [10–7]   |
| 2. | 2010. május 9.     | Fukuoka, Japán  | Szőnyeg     | Takahata Kotomi  | Marina Eraković Alekszandra Panova | 6–4, 6–4           |
| 3. | 2013. november 24. | Toyota, Japán   | Szőnyeg (f) | Aojama Suko      | Hozumi Eri Ninomija Makato         | 7-6(1), 2-6 [11-9] |
| 4. | 2018. február 18.  | Surprise, USA   | Kemény      | Yanina Wickmayer | Jacqueline Cako Caitlin Whoriskey  | 2-6, 6–3, [10-8]   |
| 5. | 2018. október 21.  | Szucsou, Kína   | Kemény      | Hibino Nao       | Luksika Kumkhum Peangtarn Plipuech | 6–2, 6–3           |

#### Elveszített döntői (8)
|    | Dátum             | Torna                                    | Borítás | Partner          | Ellenfél a döntőben                                 | Döntő eredménye  |
| 1. | 2009. május 3.    | Gifu, Japán                              | Szőnyeg | Nara Kurumi      | Sophie Ferguson Nakamura Aiko                       | 2–6, 1–6         |
| 2. | 2010. április 10. | Incshon (Incheon), Dél-Korea             | Kemény  | Namigata Dzsunri | Irina-Camelia Begu Szema Erika                      | 2–6, 1–6         |
| 3. | 2010. április 17. | Kimhe (Gimhae), Dél-Korea                | Kemény  | Namigata Dzsunri | Csang Gjongmi (Jang Gyeong-mi) I Dzsina (Lee Jin-a) | 6–1, 4–6, [8–10] |
| 4. | 2010. április 24. | Cshangvon, Dél-Korea                     | Kemény  | Namigata Dzsunri | Csang Gjongmi (Jang Gyeong-mi) I Dzsina (Lee Jin-a) | 7–5, 3–6, [8–10] |
| 5. | 2013. július 8.   | Peking, Kína                             | Kemény  | Mijamura Miki    | Liu Chang Csou Jimiao                               | 6-7 4-6          |
| 6. | 2014. április 28. | Gifu, Japán                              | Kemény  | Hszie Su-jing    | Jarmila Gajdošová Arina Rodionova                   | 3–6, 3–6         |
| 7. | 2021. október 30. | Tyler, Texas, USA                        | Kemény  | Katarzyna Kawa   | Giuliana Olmos Marcela Zacarías                     | 5–7, 6–1, [5–10] |
| 8. | 2022. október 30. | Les Franqueses del Vallès, Spanyolország | Kemény  | Beatrice Gumulya | Aliona Bolsova Rebeka Masarova                      | 5–7, 6–1, [3–10] |

## Eredményei Grand Slam-tornákon

### Egyéniben
| Grand Slam | Australian Open | Australian Open    | Roland Garros  | Roland Garros    | Wimbledon      | Wimbledon        | US Open        | US Open          |
| Év         | Eredmény        | Utolsó ellenfél    | Eredmény       | Utolsó ellenfél  | Eredmény       | Utolsó ellenfél  | Eredmény       | Utolsó ellenfél  |
| 2010       | –               | –                  | 1. kör         | Polona Hercog    | –              | –                | –              | –                |
| 2011       | –               | –                  | –              | –                | 3. kör         | Sabine Lisicki   | 1. kör         | L Pous Tió       |
| 2012       | –               | –                  | –              | –                | 1. kör         | Arantxa Rus      | –              | –                |
| 2013       | 2. kör          | M Sarapova         | 1. kör         | Madison Keys     | 1. kör         | S Soler Espinosa | 1. kör         | Petra Kvitová    |
| 2014       | 1. kör          | Jelena Janković    | 1. kör         | Andrea Petković  | 2. kör         | J Makarova       | 1. kör         | V Azaranka       |
| 2015       | Selejtező (Q2)  | Selejtező (Q2)     | 2. kör         | Ana Ivanović     | 1. kör         | E Szvitolina     | 2. kör         | Belinda Bencic   |
| 2016       | 1. kör          | Angelique Kerber   | 1. kör         | Samantha Stosur  | 4. kör         | Angelique Kerber | 1. kör         | Carina Witthöft  |
| 2017       | 1. kör          | Pauline Parmentier | 1. kör         | Sara Errani      | 1. kör         | Kirsten Flipkens | 1. kör         | Barbora Strýcová |
| 2018       | Selejtező (Q1)  | Selejtező (Q1)     | Selejtező (Q1) | Selejtező (Q1)   | –              | –                | Selejtező (Q1) | Selejtező (Q1)   |
| 2019       | 1. kör          | Madison Brengle    | 1. kör         | Sloane Stephens  | Selejtező (Q2) | Selejtező (Q2)   | 1. kör         | Madison Keys     |
| 2020       | 1. kör          | Harriet Dart       | 1. kör         | Petra Martić     | elmaradt       | elmaradt         | 1. kör         | Ószaka Naomi     |
| 2021       | 1. kör          | Ajla Tomljanović   | 1. kör         | Darja Kaszatkina | 1. kör         | Claire Liu       | 2. kör         | Jessica Pegula   |
| 2022       | 1. kör          | Kristína Kučová    | 1. kör         | Alizé Cornet     | 1. kör         | Csang Suaj       | Selejtező (Q3) | Selejtező (Q3)   |
| 2023       | Selejtező (Q2)  | Selejtező (Q2)     |                |                  |                |                  |                |                  |

## Év végi világranglista-helyezései
| Év     | 2008 | 2009 | 2010 | 2011 | 2012 | 2013 | 2014 | 2015 | 2016 | 2017 | 2018 | 2019 | 2020 | 2021 | 2022 |
| Egyéni | 613. | 200. | 158. | 106. | 97.  | 89.  | 122. | 60.  | 38.  | 119. | 139. | 74.  | 82.  | 105. | 180. |
| Páros  | 593. | 311. | 250. | 518. | 795. | 158. | 101. | 172. | 168. | 192. | 109. | 110. | 80.  | 86.  |      |